# 사탄의 인형 4: 처키의 신부
《사탄의 인형 4: 처키의 신부》(영어: Bride of Chucky)는 1998년 공개된 미국의 블랙 코미디 슬래셔 영화이다. 《사탄의 인형 3》의 속편이자 사탄의 인형 시리즈 네 번째 작품이다.
속편 《사탄의 인형 5: 씨드 오브 처키》(2004)로 이어진다.

## 줄거리
살인마 인형 처키가 인간 찰스 리 레이였던 시절에 여자친구였던 티퍼니가 한 경찰관에게 뇌물을 먹여 경찰서 비밀 금고 안에 보관되고 있던 처키를 꺼낸다. 티퍼니는 다른 인형들의 부품, 실과 바늘을 써서 토막이 난 처키를 수리한 뒤 "천재반을 위한 부두술"에 나온 주술을 외워 그를 환생시킨다.
티퍼니는 처키와의 결혼을 간절히 원하지만 처키는 그런 티퍼니를 비웃는다. 화가 난 티퍼니는 처키를 나무 소재 아기 놀이울에 가두고, 처키와 같은 크기의 말하는 신부 인형 목에 다이아몬드 반지를 걸어준 뒤 네 신부라면서 넣어준다.
처키는 이 다이아몬드로 나무 막대기를 갉아내 놀이울을 빠져나온다. 목욕 중이던 티퍼니 앞에 나타난 처키는 욕조에 텔레비전을 빠트려 티퍼니를 감전사시키고 부두술을 실행해 티퍼니의 영혼을 신부 인형 안으로 옮겨 복수한다.
처키는 자신이 뉴저지주 해컨색에 묻힐 때 차고 있던 주구 "덤볼라의 심장"이 있어야 인체로 들어갈 수 있다고 설명한다. 처키와 티퍼니는 이웃 고등학생 제시와 여자친구 제이드가 자신들의 새로운 몸으로 맞춤이라고 여기고, 티퍼니가 전화로 제시에게 거금을 약속하며 해컨색으로 "인형" 운반을 부탁한다. 마침 주위의 반대를 무릅쓰고 제이드와 결혼하기 위해 사랑의 야반도주를 떠날 생각인 제시는 이를 수락한다. 그리고 이들 넷의 미니밴 여행길은 악몽의 시작을 예고한다.
제이드의 경찰서장 삼촌 워런이 몰래 제시의 밴에 대마를 심은 뒤 처키와 티퍼니가 워런의 얼굴에 못을 박아 죽이고 의자 밑 수납 공간에 숨겨놓는다. 워런의 부하가 대마를 적발하자 처키는 경찰차 연료 탱크에 불을 지른다. 용의자가 된 제시와 제이드는 서로를 의심하게 되지만 그럼에도 교회에 들려 결혼한다.
호텔에서 다른 커플이 이들 신혼 부부에게 포섬을 제시하는 척 지갑을 훔치자 티퍼니가 이 커플을 죽여버린다. 이런 티퍼니를 보며 자신이 티퍼니를 사랑한다는 걸 깨달은 처키는 여자 손에 있던 반지를 빼서 티퍼니에게 끼워준다. 실루엣으로 암시된 인형들의 성행위가 이어지고, 티퍼니가 콘돔(rubber)이 있냐고 묻자 처키는 자신의 몸은 전부 고무(rubber) 소재인데 무슨 소리냐며 황당해한다.
다음 날 옆방 커플이 죽은 걸 알게 된 제시와 제이드는 급히 호텔을 떠나 게이 친구 데이비드와 만난다. 데이비드는 차에서 워런의 시체를 발견하자 이들을 범인으로 의심하는데, 처키 커플이 총구를 들이대는 걸 보자 놀라서 도로로 뒷걸음질치다가 다른 차에 치인다.
차 안에서 처키와 티퍼니 사이에 부부싸움이 일어 접시를 깨고 싸우는데 이 기회를 틈타 제이드가 티퍼니를 오븐에 넣는다. 이 소동 속에서 차가 도로 옆 비탈로 미끄러지고, 처키에게 위협을 당한 제이드는 처키를 안고 이동한다. 제시는 새카맣게 탄 티퍼니를 들고 그 뒤를 쫓는다.
제이드는 관에서 덤볼라의 심장을 꺼내 처키에게 건넨다. 제시와 제이드가 묶인 상태에서 처키가 주문을 외우는데, 제시와 제이드를 희생시켜선 안 된다고 생각하게 된 티퍼니가 처키를 죽이려고 한다. 처키가 티퍼니를 칼로 찔러죽인 뒤 제시가 처키를 삽으로 쳐서 무덤 안에 집어넣는다. 마침 프레스턴 경위가 도착해 살아 움직이는 처키를 발견한다. 제이드는 프레스턴의 총을 가로채 처키를 수차례 쏜다.
프레스턴이 제이드와 제시가 무죄라고 확언하고 집으로 보낸 뒤 티퍼니가 잠시 되살아나더니 아기 인형을 낳고, 아기 인형이 프레스턴에게 달려든다.

## 출연진
- 제니퍼 틸리 - 티퍼니 "티프" 역
- 브래드 도리프 - 처키 역
- 캐서린 하이글 - 제이드 킨케이드 역
- 닉 스터빌 - 제시 밀러 역
- 알렉시스 아켓 - 데이미언 베일록 역
- 고든 마이클 울벳 - 데이비드 콜린스 역: 게이.
- 존 리터 - 워런 킨케이드 서장 역
- 로런스 데인 - 프레스턴 경위 역
- 제임스 걸랜더스 - 러스 역
- 재닛 키더 - 다이앤 역
- 빈스 코라자 - 밥 베일리 경관 역
- 캐시 너지미 - 모텔 청소부 역
- 벤 배스 - 엘리스 경위 역

## 우리말 녹음
KBS 성우진 (2004년 9월 18일)
- 문관일 - 처키(브래드 도리프)
- 정옥주 - 티퍼니(제니퍼 틸리)
- 문영래
- 안종익
- 서윤석
- 정훈석
- 임진응
- 민지
- 윤세웅
- 이현주
- 김민아